# Yanggezhuang
Yanggezhuang (kinesiska: 杨各庄镇, 杨各庄) är en köping i Kina. Den ligger i provinsen Hebei, i den norra delen av landet, omkring 210 kilometer öster om huvudstaden Peking. Antalet invånare är 38 542. Befolkningen består av 18 762 kvinnor och 19 780 män. Barn under 15 år utgör 15,0 %, vuxna 15-64 år 74 %, och äldre över 65 år 9,0 %.
Genomsnittlig årsnederbörd är 961 millimeter. Den regnigaste månaden är juli, med i genomsnitt 284 mm nederbörd, och den torraste är januari, med 2 mm nederbörd.